# Diphascon maucci
Diphascon maucci är en djurart som tillhör fylumet trögkrypare, och som beskrevs av Hieronymus Dastych och McInnes 1996. Diphascon maucci ingår i släktet Diphascon och familjen Hypsibiidae. Inga underarter finns listade i Catalogue of Life.